# Coupe du monde de slalom de canoë-kayak 2016
Navigation
Coupe du monde de slalom 2015 Coupe du monde de slalom 2017
La 29e coupe du monde de slalom en canoë-kayak, organisée par la Fédération internationale de canoë, se déroule du 3 au 11 septembre 2016.

## Calendrier
| Date              | Ville           | Pays     |
| ----------------- | --------------- | -------- |
| 3 au 5 juin       | Ivrée           | Italie   |
| 10 au 12 juin     | La Seu d'Urgell | Espagne  |
| 17 au 19 juin     | Pau             | France   |
| 2 au 4 septembre  | Prague          | Tchéquie |
| 9 au 11 septembre | Tacen           | Slovénie |

## Résultats
Le tableau recense les vainqueurs de chaque catégorie pour chacune des étapes.
| Catégorie        |                                          |                                              |                                              |                                          |                                          |
| C-1 hommes       | Michal Jáně                              | Alexander Slafkovský                         | Alexander Slafkovský                         | Matej Beňuš                              | Benjamin Savšek                          |
| C-1 femmes       | Jessica Fox                              | Núria Vilarrubla                             | Mallory Franklin                             | Jessica Fox                              | Kimberley Woods                          |
| C-2 hommes       | France Nicolas Scianimanico Hugo Cailhol | France Pierre-Antoine Tillard Edern Le Ruyet | France Pierre-Antoine Tillard Edern Le Ruyet | Slovaquie Ladislav Škantár Peter Škantár | Slovaquie Ladislav Škantár Peter Škantár |
| K-1 hommes       | Giovanni De Gennaro                      | Vít Přindiš                                  | Samuel Hernanz                               | Jiří Prskavec                            | Peter Kauzer                             |
| K-1 femmes       | Ricarda Funk                             | Maialen Chourraut                            | Marie-Zélia Lafont                           | Ricarda Funk                             | Jessica Fox                              |
| K-1 hommes cross | Vavřinec Hradilek                        | Vít Přindiš                                  | Vít Přindiš                                  | Hannes Aigner                            | Boris Neveu                              |
| K-1 femmes cross | Ajda Novak                               | Martina Wegman                               | Caroline Loir                                | Veronika Vojtová                         | Amálie Hilgertová                        |

## Classement final
| Épreuve   | Or                     | Argent                            | Bronze                                  |
| --------- | ---------------------- | --------------------------------- | --------------------------------------- |
| C1 hommes | Alexander Slafkovský   | Nicolas Peschier                  | Adam Burgess                            |
| C1 femmes | Mallory Franklin       | Kimberley Woods                   | Jessica Fox                             |
| C2 hommes | Pierre Picco/Hugo Biso | Nicolas Scianimanico/Hugo Cailhol | Pierre-Antoine Tillard / Edern Le Ruyet |
| K1 hommes | Mathieu Biazizzo       | Vít Přindiš                       | Bradley Forbes-Cryans                   |
| K1 femmes | Ricarda Funk           | Jessica Fox                       | Jana Dukátová                           |